# Taphridium umbelliferarum
Taphridium umbelliferarum är en svampart som först beskrevs av Emil Rostrup, och fick sitt nu gällande namn av Lagerh. & Juel 1902. Taphridium umbelliferarum ingår i släktet Taphridium och familjen Protomycetaceae.  Arten är reproducerande i Sverige. Inga underarter finns listade i Catalogue of Life.